# The Notorious Byrd Brothers
The Notorious Byrd Brothers är rockgruppen The Byrds femte studioalbum, släppt i januari 1968 på Columbia Records. Albumet spelades in från juni till december 1967. Producerade gjorde Gary Usher. 
Kommersiellt sett var albumet, jämfört med sina föregångare, ingen storsäljare och det blev som bäst 47:a på Billboards albumlista. I Storbritannien nådde det 12:e plats. Tidskriften Rolling Stone rankade 2003 albumet som nummer 171 på listan The 500 Greatest Albums of All Time.
Albumet spelades in under mycket röriga förhållanden. David Crosby lämnade gruppen under inspelningen. En orsak var att han inte fick ha med sin låt "Triad" på albumet, men han ville också få fria händer att utföra sin egen musik. Gene Clark gick kort med i gruppen igen, men medverkade aldrig på några inspelningar och försvann efter bara tre veckor. På grund av bråk i studion ersattes också trummisen Michael Clarke på vissa spår av studiomusikern Jim Gordon.
Musiken på albumet är lite av varje. Det man kan lägga märke till är att det här är det första albumet där countrymusik hörs som tydlig inspirationskälla, till exempel i "Wasn't Born to Follow" (vilken i övrigt var med i filmen Easy Rider). Folkrocken ("Old John Robertson") kvarstår dock, liksom den "rymdrock" ("Space Odyssey") och psykedeliska rock ("Natural Harmony", "Draft Morning") som påbörjats på Fifth Dimension.
Nyutgåvor inkluderar ett par bonusspår, bland annat Crosbys låt "Triad" och en alternativ tagning på "Goin' Back".

## Låtlista
Sida 1
1. "Artificial Energy" (Roger McGuinn/Chris Hillman/Michael Clarke) – 2:18
2. "Goin' Back" (Gerry Goffin/Carole King) – 3:26
3. "Natural Harmony" (Chris Hillman) – 2:11
4. "Draft Morning" (David Crosby/Chris Hillman/Roger McGuinn) – 2:42
5. "Wasn't Born to Follow" (Gerry Goffin/Carole King) – 2:04
6. "Get to You" (Roger McGuinn/Gene Clark – i albumkonvolutet felaktigt angivet som Hillman/McGuinn) – 2:39

Sida 2
1. "Change Is Now" (Chris Hillman/Roger McGuinn) - 3:21
2. "Old John Robertson" (Chris Hillman/Roger McGuinn) – 1:49
3. "Tribal Gathering" (David Crosby/Chris Hillman) – 2:03
4. "Dolphin's Smile" (David Crosby/Chris Hillman/Roger McGuinn) – 2:00
5. "Space Odyssey" (Roger McGuinn/Robert J. Hippard) – 3:52

## Medverkande
The Byrds
- Roger McGuinn – sång, sologitarr, Moog synthesizer
- David Crosby – sång, rytmgitarr (på "Change is Now", "Tribal Gathering", "Dolphin's Smile", "Triad" och "Goin' Back"); rytmgitarr (på "Draft Morning", "Bound to Fall"  "Universal Mind Decoder"); sång, basgitarr (på "Old John Robertson")
- Chris Hillman – sång, basgitarr (alla spår utan "Old John Robertson"); gitarr (på "Old John Robertson"); mandolin (på "Draft Morning")
- Michael Clarke – trummor (på "Artificial Energy", "Draft Morning", "Old John Robertson", "Tribal Gathering", "Dolphin's Smile" och "Universal Mind Decoder")
- Gene Clark – möjlig bakgrundssång (på "Goin' Back" och "Space Odyssey")

Bidragande musiker
- James Burton, Clarence White – gitarr
- Red Rhodes – pedal steel guitar
- Paul Beaver – piano, Moog synthesizer
- Terry Trotter – piano
- Gary Usher – Moog synthesizer, percussion, bakgrundssång
- Barry Goldberg – orgel
- Dennis McCarthy – celesta
- Jim Gordon – trummor (på "Goin' Back", "Natural Harmony", "Wasn't Born to Follow", "Bound to Fall" och "Triad")
- Hal Blaine – trummor (på "Get to You" och "Change Is Now")
- Curt Boettcher – bakgrundssång
- William Armstrong, Victor Sazer, Carl West – violin
- Paul Bergstrom, Lester Harris, Raymond Kelley, Jacqueline Lustgarten – cello
- Alfred McKibbon – kontrabas
- Ann Stockton – harpa
- Richard Hyde – trombon
- Roy Caton, Virgil Fums, Gary Weber — mässinginstrument
- Jay Migliori – saxofon
- Dennis Faust – percussion
- Firesign Theatre – ljudeffekter på "Draft Morning"
- Okända musiker – trumpet (på "Draft Morning"); stråk-kvartett och fiolin (på "Old John Robertson")

Produktion
- Gary Usher – musikproducent
- Don Thompson, Roy Halee – ljudtekniker
- Guy Webster – foto